# Gladiator (film 2000)
Gladiator (ang. Gladiator) – amerykański dramat kostiumowy z 2000 roku w reżyserii Ridleya Scotta, którego akcja dzieje się w czasach starożytnego Rzymu. Obok postaci historycznych, jak cezar Marek Aureliusz czy jego syn Kommodus, występują też postacie fikcyjne jak Juba czy też generał Maximus (ma on jednak kilka pierwowzorów historycznych).
Inspiracją do filmu był między innymi obraz Jean-Léon Gérôme z 1872 pod tytułem Pollice verso. Gladiator zarobił ponad 457 milionów dolarów przy budżecie 103 milionów dolarów.
Serwis Rotten Tomatoes przyznał mu wynik 77%.

## Obsada
- Russell Crowe – Maximus Decimus Meridus
- Joaquin Phoenix – cesarz Kommodus
- Connie Nielsen – Lucylla
- Oliver Reed – Proximo
- Richard Harris – cesarz Marek Aureliusz
- Derek Jacobi – senator Grakchus
- Djimon Hounsou – Juba
- Ralf Möller – Hagen

## Fabuła

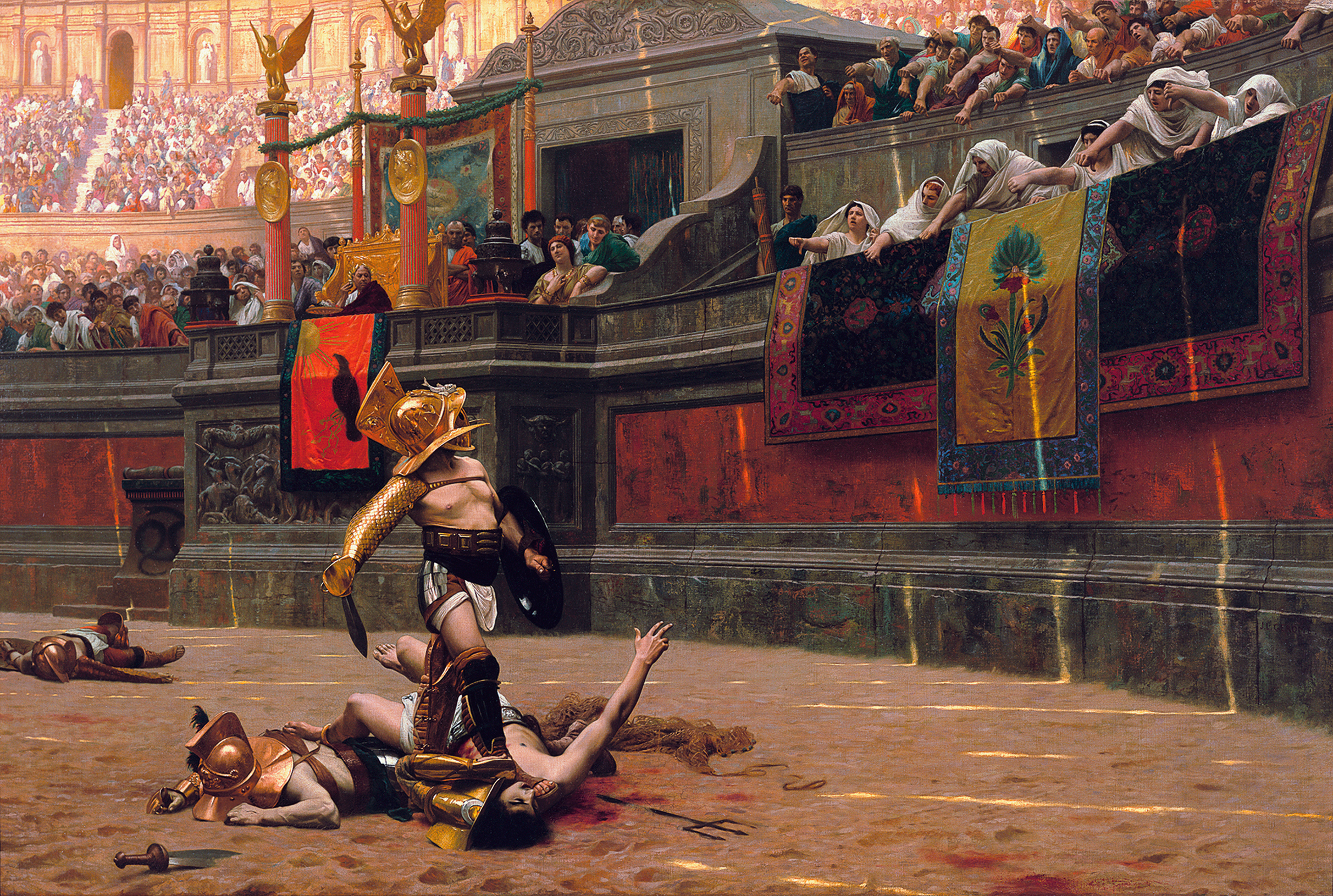
łac. Pollice Verso (Kciuki w dół) mal. Jean-Léon Gérôme obraz z XIX w., który zainspirował Ridleya Scotta do nakręcenia filmu Gladiator

Maximus jest rzymskim generałem za czasów Marka Aureliusza (ok. roku 180) i dowodzi wyprawą przeciw Germanom. Wyprawa kończy się sukcesem. Cesarz chce przywrócić ustrój republikański w imperium z pomocą Maximusa po swojej śmierci, ale zazdrosny syn Marka Aureliusza, Kommodus, zabija ojca, zanim ktokolwiek mógłby się dowiedzieć o testamencie cesarza. Kommodus ogłasza się nowym władcą i rozkazuje pretorianom zabić Maximusa i jego rodzinę.
Maximusowi cudem udaje się uciec, ale gdy dociera do rodzinnego majątku, okazuje się, że żołnierze spalili dom i zamordowali jego żonę i syna. Na pogorzelisku, rozpaczającego Maximusa chwytają łowcy niewolników i sprzedają go właścicielowi gladiatorów. Maximus zostaje zmuszony do walki na arenie na śmierć i życie.
Maximus, jako sprawny żołnierz, dobrze radzi sobie na arenie i wkrótce trafia do Rzymu. Proximo, jego właściciel, radzi mu walczyć widowiskowo, a zdobędzie sławę i popularność gawiedzi, a być może uda mu się spotkać samego cesarza. Maximus przyjmuje te rady, gdyż pragnie zemścić się na Kommodusie.
W Rzymie talenty wojskowe Maximusa dają o sobie znać. Widowiskowa rekonstrukcja bitwy pod Zamą kończy się nieoczekiwanie – słabsza drużyna Maximusa, udająca Kartagińczyków, pokonuje rydwany gladiatorów udających Rzymian. Maximus zdobywa wielką popularność za swoją waleczność i Kommodus, pragnący zyskać przychylność tłumu, spotyka się z nim i dowiaduje się, że nieznajomy gladiator jest jego śmiertelnym wrogiem.
Maximus, wzorem Hamleta, waha się, czy zabić Kommodusa (nawet w samobójczym ataku), czy też czekać na lepszą okazję. Wkrótce cesarz organizuje Maximusowi coraz trudniejsze walki licząc, że w którejś wreszcie polegnie, ale ten dobrze sobie radzi. Wreszcie Maximus zdobywa popularność większą od cesarza, ku rozgoryczeniu Kommodusa. Maximus, z pomocą kilku przyjaciół (w tym siostry Kommodusa – Lucylli), próbuje uciec z Rzymu, ale ucieczka nie dochodzi do skutku, gdyż spisek zostaje wykryty (Proximo i adiutant Maximusa zostają zabici). Kommodus postanawia pokonać niesportowo (poprzez ugodzenie sztyletem w plecy Maximusa przed rozpoczęciem walki) byłego generała na arenie, ale ta próba kończy się niepowodzeniem i obaj giną (Maximus zabija Kommodusa, lecz krótko po tym umiera w wyniku rany zadanej mu przed walką).

## Tło historyczne głównej postaci
Pierwowzorem postaci Maximusa był Marcus Valerius Maximianus, ulubiony generał Marka Aureliusza.

## Postacie
- Maximus Decimus Meridius (Russell Crowe) – postać fikcyjna, generał rzymskiego wojska, zdegradowany do pozycji niewolnika, a następnie – gladiatora. Chce się zemścić na Kommodusie za śmierć żony i syna, co mu się w końcu udaje.
- Kommodus (Joaquin Phoenix) – postać autentyczna, wydziedziczony syn cesarza, by przejąć tron zabił swego ojca, a następnie kazał zabić Maximusa.
- Lucilla (Connie Nielsen) – postać autentyczna, córka cesarza, siostra Kommodusa, miała syna Lucjusza, a jej mąż nie żył.
- Proximo (Oliver Reed) – postać fikcyjna, były gladiator, właściciel Maximusa i innych niewolników. Został zabity podczas próby ucieczki Maximusa z Rzymu.
- Marek Aureliusz (Richard Harris) – postać autentyczna, cesarz Rzymu. Na swojego zastępcę chciał wyznaczyć Maximusa, jego zazdrosny syn zabił go.
- Grakchus (Derek Jacobi) – postać fikcyjna, senator, sprzeciwiał się rządom Kommodusa.
- Gajusz (John Shrapnel) – postać fikcyjna, senator, często towarzyszył Grakchusowi i również sprzeciwiał się rządom Kommodusa.
- Falco (David Schofield) – postać fikcyjna, senator, popierał rządy Kommodusa.
- Juba (Djimon Hounsou) – postać fikcyjna, afrykański gladiator, towarzysz niedoli Maximusa. Miał żonę i kilka córek.
- Hagen (Ralf Möller) – postać fikcyjna, germański gladiator, towarzysz niedoli Maximusa. Został zabity podczas próby ucieczki Maximusa z Rzymu.
- Cicero (Tommy Flanagan) – postać fikcyjna, adiutant Maximusa. Cicero miał pomóc Maximusowi w ucieczce z Rzymu. Gdy Maximus spotkał się z nim na dziedzińcu szkoły gladiatorów, okazało się, że to pułapka. Gdy Maximus podszedł do Cicera, ten nagle uniósł się w powietrze. Okazało się, że rzymscy legioniści chcieli go powiesić. Gdy Maximus próbował ratować jeszcze żywego Cicera, legioniści zastrzelili Cicera z łuków, dobijając go.
- Lucjusz (Spencer Treat Clark) – postać autentyczna, choć pod zmienionym imieniem, wnuk cesarza, syn Lucilli, siostrzeniec Kommodusa, naznaczony przez niego na następcę. Maximus był jego idolem na arenie.
- Kasjusz (David Hemmings) – postać fikcyjna, wygłasza mowy przed walkami gladiatorów.
- Rodzina Maximusa – żona (Giannina Facio) i syn generała (Giorgio Cantarini) pojawiają się w dwóch ujęciach. Pierwsze: kiedy widzą nadjeżdżających jeźdźców Kommodusa, myśląc że to Maximus, wybiegają ku nim. Chwilę później oboje zostają zabici przez przybyłych żołnierzy (ich śmierć nie jest pokazana na ekranie). Drugie: po zabiciu Kommodusa, w przedśmiertnym majaczeniu, Maximus widzi swoją rodzinę w raju.
- Tigris z Galii (Sven-Ole Thorsen) – postać fikcyjna, sławny w Rzymie gladiator. Został opisany jako: „Jedyny niepokonany mistrz”. Walczył toporem oraz mieczem. W czasie jego walki z Maximusem, Maximus wytrąca mu z ręki topór. Najpierw Maximus uderza w maskę Tigrisa, a później wbija mu topór w stopę. Na znak Kommodusa, Maximus miał zabić Tigrisa, lecz nie zrobił tego, przez co Kommodus jeszcze bardziej znienawidził Maximusa.

## Produkcja
Zdjęcia plenerowe kręcono na terenie czterech krajów:
- Anglia (las Bourne Wood k. Farnham w hrabstwie Surrey);
- Malta (Fort Ricasoli);
- Maroko (Ajt Bin Haddu);
- Włochy (Terrapille w prowincji Siena)[4][5].

## Nagrody i nominacje
Film zdobył Oscary, nagrodę BAFTA i Złoty Glob za najlepszy film, był też nominowany do nagrody Oscara w następujących kategoriach:
- Najlepsza scenografia
- Najlepszy reżyser
- Najlepszy montaż
- Najlepsza oryginalna muzyka
- Najlepszy dźwięk

Film też zdobył następujące nagrody:
- 2001 – Branko Lustig, Douglas Wick, David Franzoni Oscar za najlepszy film
- 2001 – Branko Lustig, Douglas Wick, David Franzoni BAFTA, za najlepszy film
- 2001 – Lisa Gerrard, Hans Zimmer BAFTA za najlepszą muzykę
- 2001 – John Mathieson BAFTA, za najlepsze zdjęcia
- 2001 – Russell Crowe, Oscar najlepszy aktor
- 2001 – Oscar za efekty wizualne
- 2001 – Oscar za scenariusz
- 2001 – Oscar za kostiumy